# Lehký křižník

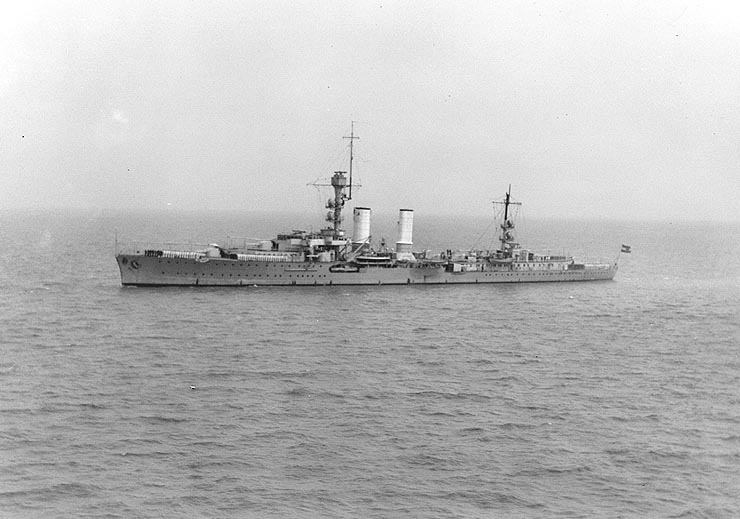
Německý křižník Emden v Číně roku 1931

Lehký křižník je označení pro válečné lodě, po londýnské dohodě z r. 1930 vyzbrojené děly ráže do 155 mm, s výtlakem 4–10 tisíc tun (nejčastěji 6–8 tisíc t), parními turbínami, kotly vytápěnými naftou či olejem, rychlostí až 35 uzlů, pancéřováním od 25 do 200 mm; postupně přibývalo protiletadlových děl, torpédomety bývaly odstraňovány.
První lehký křižník byl postaven v Británii roku 1879 (HMS Mercury). Okolo 1. světové války byly britské křižníky vyzbrojeny buď 2 děly ráže 152 mm a případně 8 děly ráže 100 mm nebo jednotnou výzbrojí děl ráže 152 mm a další výzbrojí s výtlakem okolo 5000 tun. Německé křižníky byly během války přezbrojovány z děl ráže 105 mm na děla ráže 150 mm.
Lehké křižníky dostávaly rozmanitou řadu úkolů (průzkum, eskorta, stíhání ponorek i pokládání min). Po 2 . světové válce rozlišování mezi lehkým a těžkým křižníkem postupně zmizelo.

## Příklady lehkých křižníků
Royal Navy
- Třída C
- HMS Belfast

 United States Navy
- Třída Omaha
- Třída Brooklyn
- Třída St. Louis
- Třída Atlanta
- Třída Cleveland

 Nizozemsko
- Hr. Ms. Java, Hr. Ms. Sumatra
- Hr. Ms. De Ruyter
- Hr. Ms. Tromp
- Hr. Ms. Jacob van Heemskerk